# As-Sindijana
As-Sindijana (arab. السنديانة) – wieś w Syrii, w muhafazie Hama. W 2004 roku liczyła 621 mieszkańców.